# 澳大利亚共产党（马列）
澳大利亚共产党（马列）（英語：Communist Party of Australia (Marxist–Leninist)，缩写为CPA (M-L)）是澳大利亚的一个共产主义政党。中蘇分裂后，澳大利亚共产党中的親华派成員退黨，于1964年3月15日另行建立澳共（馬列）。该党的创始人是泰德·希爾。
不同于先後接受苏联共产党領導的原澳大利亞共產黨和後來出現的新澳大利亞共產黨（原澳大利亞社會黨），澳共（馬列）自創建之後曾长期接受中共領導。由於中国共产党自70年代以來的意識形態變化，澳共（馬列）屢次發生分裂，加上中蘇和解以及蘇聯解體等事件，现在的澳共（馬列）已是极其弱小的政黨，除出版刊物和游行示威外沒有其他政治活動。澳共（馬列）現在的黨員人數沒有確切數據，根據創黨時的紀律大多數黨員保持地下身份不公佈黨籍。
该党尊奉卡尔·马克思、弗里德里希·恩格斯、弗拉基米尔·列宁、约瑟夫·斯大林、毛澤東以及该党創始人泰德·希爾為其理論导师。
澳共（馬列）主席希爾曾多次訪華，其中在1968年獲毛澤東接見、1983年獲鄧小平接見。
澳共（马列）在党的“十五大”文件中称中国为“社会帝国主义”。